# Mất trí nhớ về tuổi thơ
Chứng mất trí nhớ về tuổi thơ, còn được gọi là chứng mất trí nhớ về thời thơ ấu, là việc người lớn không có khả năng lấy lại ký ức tình tiết (ký ức về tình huống hoặc sự kiện) trước hai đến bốn tuổi, cũng như giai đoạn trước mười tuổi mà người lớn giữ lại ít ký ức hơn là so với dự kiến. Sự phát triển của một bản thân nhận thức cũng được một số người nghĩ là có ảnh hưởng đến việc mã hóa và lưu trữ những ký ức ban đầu.
Một số nghiên cứu đã chứng minh rằng trẻ em có thể nhớ các sự kiện từ khi một tuổi, nhưng những ký ức này có thể suy giảm khi trẻ lớn hơn. Hầu hết các nhà tâm lý học khác nhau trong việc xác định sự bù đắp của chứng mất trí nhớ thời thơ ấu. Một số định nghĩa nó là tuổi mà từ đó bộ nhớ đầu tiên có thể được lấy ra. Điều này thường ở tuổi ba hoặc bốn, nhưng nó có thể từ hai đến tám tuổi.
Những thay đổi trong mã hóa, lưu trữ và tìm lại ký ức trong thời thơ ấu đều quan trọng khi xem xét chứng hay quên thời thơ ấu.

## Lịch sử
Mất trí nhớ thời thơ ấu lần đầu tiên được báo cáo bởi nhà tâm lý học Caroline Miles trong bài báo "Một nghiên cứu về tâm lý cá nhân", vào năm 1893 bởi Tạp chí Tâm lý học Hoa Kỳ. Năm năm sau, Henri và Henri đã công bố một cuộc khảo sát cho thấy những hồi ức sớm nhất của người trả lời xảy ra từ hai đến bốn tuổi. Năm 1904 G. Stanley Hall ghi nhận hiện tượng trong cuốn sách của ông, Tuổi vị thành niên: Tâm lý học và mối quan hệ của nó với Sinh lý học, Nhân chủng học, Xã hội học, Tình dục, Tội phạm, Tôn giáo và Giáo dục. Năm 1910, Sigmund Freud đưa ra một trong những mô tả và giải thích nổi tiếng và gây tranh cãi nhất về chứng hay quên thời thơ ấu. Sử dụng lý thuyết phân tâm học, ông cho rằng các sự kiện đầu đời bị kìm nén do bản chất tình dục không phù hợp của họ. Ông khẳng định rằng chứng hay quên thời thơ ấu hoặc trẻ sơ sinh là tiền thân của 'chứng mất trí nhớ cuồng loạn', hay sự đàn áp, được trình bày bởi các bệnh nhân trưởng thành của ông. Freud yêu cầu bệnh nhân của mình nhớ lại những ký ức đầu tiên của họ và thấy rằng họ gặp khó khăn trong việc ghi nhớ các sự kiện từ trước sáu đến tám tuổi. Freud đặt ra thuật ngữ "mất trí nhớ về tuổi thơ" hay "mất trí nhớ thời thơ ấu" và thảo luận về hiện tượng này trong Ba tiểu luận về Lý thuyết tình dục.  Năm 1972, Campbell và Spear đã xuất bản một bài tổng quan về bệnh mất trí nhớ thời thơ ấu trong Khoa học Tâm lý, kể lại nghiên cứu được tiến hành để hiểu chủ đề này từ quan điểm thần kinh và hành vi ở cả người và động vật.